# おおのこうへい
おおの こうへい（大野耕平、1974年 - ）は、日本の絵本作家、イラストレーター、博報堂のクリエイティブディレクター、CMプランナー。

## 来歴
東京都出身。東京藝術大学卒業。テレビCMや新聞広告などを手がける傍ら、イラストレーターとしても活動。『あつまれ！全日本ごとうちグルメさん』がはじめての絵本作品
。
PHP研究所から出版されている「いちにち」シリーズ（作：ふくべあきひろ、絵：かわしまななえ）の製作も行っている。

## 主な作品

### 絵本
| タイトル                           | 共著者                                   | 出版社       | 発売日        | ISBN               |
| ---------------------------------- | ---------------------------------------- | ------------ | ------------- | ------------------ |
| あつまれ！全日本ごとうちグルメさん | 作：ふくべあきひろ、協力：かわしまななえ | ブロンズ新社 | 2011年2月     | ISBN 9784893095107 |
| たべてあげる                       | 作：ふくべあきひろ                       | 教育画劇     | 2011年11月    | ISBN 9784774612164 |
| うそつきマルタさん                 | ―                                        | 教育画劇     | 2013年1月20日 | ISBN 9784774612706 |
| かぶとむしランドセル               | 作：ふくべあきひろ                       | PHP研究所    | 2013年7月     | ISBN 9784569782805 |
| いかにんじゃ                       | 作：みきすぐる                           | PHP研究所    | 2016年7月22日 | ISBN 9784569785714 |